# فهرس النجوم

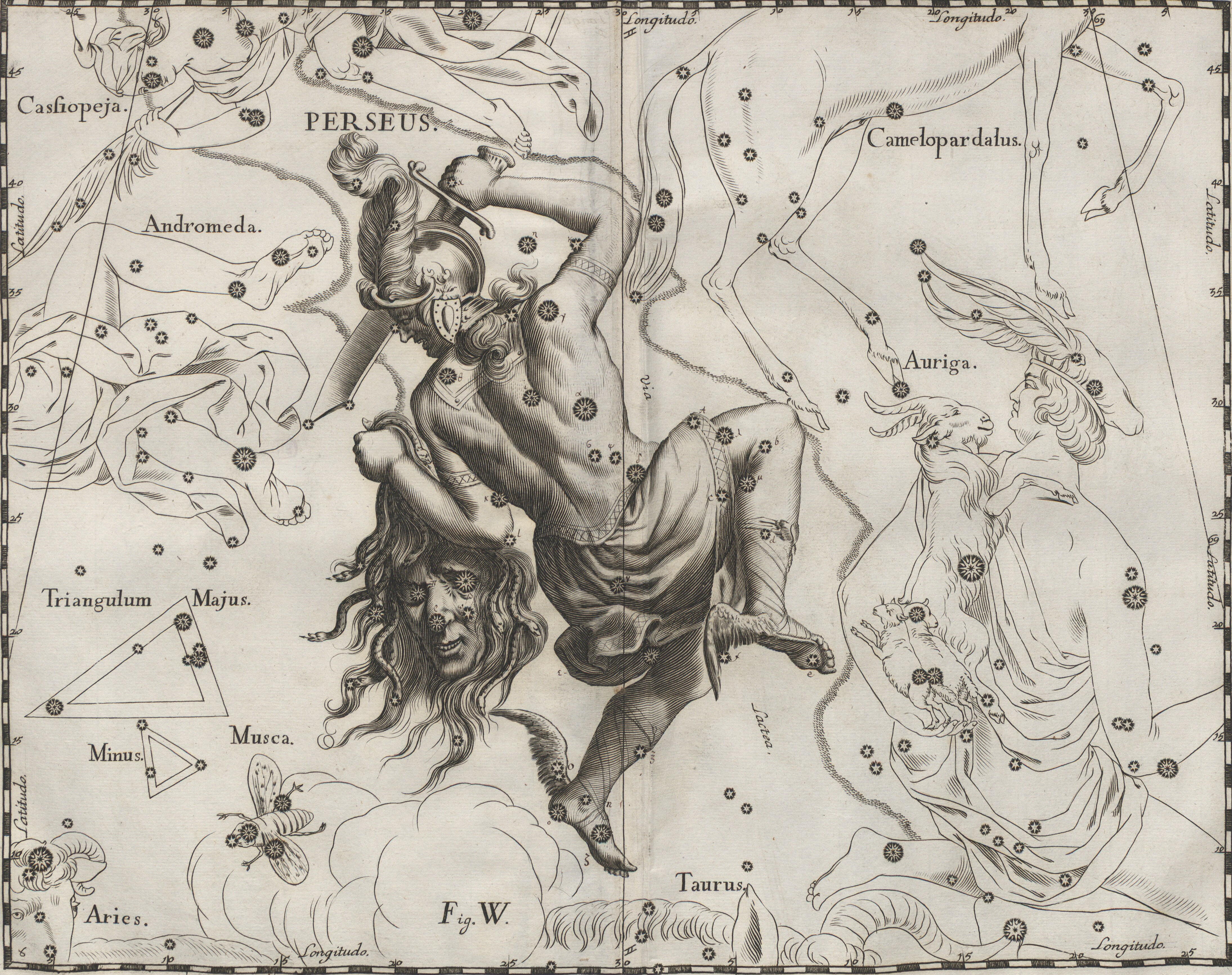
رسم لكوكبة حامل رأس الغول في فهرس النجوم للعالم الفلكي الألماني يوهانيس هيفليوس سنة 1690.

فهرس النجوم هو فهرس فلكي يسرد قوائم بالنجوم، والتي غالباً ما يرمز لها حالياً برموز في علم الفلك.
تعود فكرة إنشاء فهارس بالنجوم إلى العالم القديم، وذلك منذ زمن المصريين القدماء والبابليين والإغريق والصينيين والعلماء العرب والفرس.
مع الوقت وزيادة معرفة الإنسان بمواقع النجوم في السماء وحركاتها، كان من الطبيعي تطوير وتكملة الخرائط السماوية السابقة. ولهذ نجد أنه توجد لكل عصر فهارس وخرائط فلكية يُدون فيها الجديد.
تحوي فهارس النجوم في الوقت الحالي معلومات عن مواقع النجوم وحركتها بالإضافة إلى تصنيفها.
أهم البيانات التي تدوّنها الفهارس:
- مواقع النجوم بالضبط في نظام الإحداثيات الفلكية؛
- حركة النجوم، في حالة وجود رصد للنجم دقيق عبر سنوات طويلة؛
- تصنيف الطيف والمؤشرات اللونية.

وبسبب العدد الكبير للنجوم فإن معظمها يسمى بأرقام حسب نوع الفهرس.وتوجد فهارس متعددة سجلت وتسجل هبر الزمان قام الباحثون بالتسجيل فيها حسب أهميات. نسؤد هنا الكتالوجات التي يكثر استخدامها. وأغلب الفهارس الناشئة حديثا يمكن تنزيلها من الموقع الإلكتروني «مركز البيانات الفلكية» لناسا وبسبب العدد الكبير للنجوم فإن معظمها يسمى بأرقام حسب نوع الفهرس.وتوجد فهارس متعددة سجلت وتسجل عبر الزمان قام الباحثون بالتسجيل فيها حسب أهميات. وأغلب الكتالوجات الحديثة يمكن تنزيلها من الإنترنت من «مركز البيانات الفلكية» لناسا Astronomical Data Center أو من مواقع أخرى.
(انظر المصادر الخارجية).
من الفهارس الحديثة نجد فهرس مسييه والفهرس العام الجديد، وغيرها من الفهارس التي تهتم بصنف معين من الأجرام السماوية، مثل كتالوج أبل الذي يدوّن عناقيد المجرات، وقائمة أقرب النجوم إلينا.

## فهارس النجوم عبر التاريخ

### في العالم الإسلامي
نشر علماء الفلك المسلمون العديد من فهارس النجوم خلال العصر الذهبي للإسلام. أغلبها أزياج. تضم الزيج الطليطلي لإبراهيم بن يحيى الزرقالي، والذي أنجزه في عام 1087 م.

### فهرس باير وفلامستيد
هناك نظامان اخترعا قديما وما زالا قيد الاستعمال حاليا. الأول هو نظام عالم الفلك الألماني يوهان باير، والذي نشري في كتابه أورانو ميتريا. استعمل باير في تسمية النجوم الحروف الإغريقية.
أما النظام الثاني، فيعود إلى عالم الفلك البريطاني جون فلامستيد. نشر هذا العملَ في عام 1725. استعمل في تسمية النجوم الأعداد بدلا من الحروف الإغريقية، كما استعملهن باير.

## اقرأ أيضاً
- علم الفلك
- قائمة الفهارس الفلكية
- فهرس فلكي
- خارطة النجوم